# Incoming
Incoming est un jeu vidéo édité par Rage Software. Il met en scène l'invasion de la Terre par des extraterrestres hostiles.
Le jeu a connu une suite Incoming Forces sortie en 2002.

## Synopsis
À la suite de l'attaque de la base lunaire internationale par des extraterrestres hostiles en mai 2008, un centre de détection d'OVNIs, l'ADATA, est mis en place près du Mont Kilimandjaro. Lors de sa mise en service le 6 juin 2009 à 21h00 heure locale, une vague de vaisseaux ennemis est détectée qui approche du centre.
Le jeu prend place dans 6 environnements différents :
- Au Kenya pour défendre les installations de l'ADATA
- Dans la zone Arctique pour détruire une base extraterrestres sur Terre
- Dans l'Océan Atlantique Nord pour défendre des installations pétrolières et détruire une seconde base extraterrestre
- En Californie pour défendre les fusées constituant la force d'invasion de la Lune
- Sur la Lune pour détruire une autre base extraterrestre
- Une planète dans la Nébuleuse du Crabe d'où provient l'invasion

## Système de jeu
Le joueur incarne un soldat des forces terrestres. Il prend tour à tour place dans plusieurs véhicules.

## Version OEM
Le jeu a été distribué dans une version allégée en accompagnement de cartes 3D, notamment des cartes 3dfx.
La version allégé ne comporte que 4 environnements mais reste logique dans l'histoire:
- Au Kenya pour défendre les installations de l'ADATA
- Dans la zone Arctique pour détruire une base extraterrestres sur Terre
- En Californie pour défendre les fusées constituant la force d'invasion de la Lune
- Sur la Lune pour détruire une autre base extraterrestre

Les niveaux dans l'Atlantique Nord et sur la planète source de l'invasion ont été supprimés.